# Serbien und Montenegro beim Eurovision Young Musicians
Übertragende Rundfunkanstalt

Erste Teilnahme
2006
Bisher letzte Teilnahme
2006
Anzahl der Teilnahmen
1
Höchste Platzierung
k. A.
Dieser Artikel befasst sich mit der Geschichte des Staatenbunds Serbien und Montenegro als Teilnehmer des Wettbewerbs Eurovision Young Musicians.

## Regelmäßigkeit der Teilnahme und Erfolg im Wettbewerb
Serbien und Montenegro nahm einmalig am Eurovision Young Musicians teil. 2006 wurde die Pianistin Marija Godjrvač zum Wettbewerb entsandt, wobei sie bereits im Halbfinale ausschied.
Zu einer weitern Teilnahme kam es nicht, da sich nur wenige Wochen nach dem Wettbewerb der Staatenbund in Folge einer Volksabstimmung im montenegrinischen Landesteil auflöste. Serbien nahm daraufhin 2008 als unabhängiger Staat am Wettbewerb teil. Montenegro hingegen hat bisher noch nicht am Eurovision Young Musicians teilgenommen.

## Liste der Beiträge
Farblegende: – 1. Platz. – 2. Platz. – 3. Platz. – ausgeschieden im Halbfinale/in der Qualifikation. – keine Teilnahme/nicht qualifiziert.
| Jahr                                    | Interpret                                                | Instrument                                               | Stücke                                                   | Platz Finale                                             | Platz Halbfinale                                         | Nationale Vorentscheidung                                |
| --------------------------------------- | -------------------------------------------------------- | -------------------------------------------------------- | -------------------------------------------------------- | -------------------------------------------------------- | -------------------------------------------------------- | -------------------------------------------------------- |
| 2006                                    | Marija Godjrvač                                          | Klavier                                                  | unbekannt                                                | Ausgeschieden                                            | k. A. / 18                                               |                                                          |
| 2008 2010 2012 2014 2016 2020 2022 2024 | Keine Teilnahme mehr möglich Auflösung des Staatenbundes | Keine Teilnahme mehr möglich Auflösung des Staatenbundes | Keine Teilnahme mehr möglich Auflösung des Staatenbundes | Keine Teilnahme mehr möglich Auflösung des Staatenbundes | Keine Teilnahme mehr möglich Auflösung des Staatenbundes | Keine Teilnahme mehr möglich Auflösung des Staatenbundes |